# Miyavi (альбом)
Miyavi — восьмой студийный альбом японского музыканта Miyavi, изданный в 2013 году. Стал на момент выхода самым коммерчески успешным в его карьере.

## Информация
После переезда в США в 2009 году Мияви стал активно писать песни на английском языке, всё больше оставляя родной японский позади. Данный альбом практически полностью написан на английском языке; исключение составляет лишь трек «Guard You», в котором в конце есть маленький куплет на японском. В дальнейшем все новые альбомы Мияви стали англоязычными.

## Список композиций
| №   | Название                         | Длительность |
| --- | -------------------------------- | ------------ |
| 1.  | «Justice»                        | 3:52         |
| 2.  | «Horizon»                        | 4:07         |
| 3.  | «Chase It»                       | 3:26         |
| 4.  | «Secret»                         | 2:54         |
| 5.  | «Cry Like This»                  | 4:10         |
| 6.  | «Guard You»                      | 5:28         |
| 7.  | «No One Knows My Name (Slap It)» | 4:25         |
| 8.  | «Hell no»                        | 2:14         |
| 9.  | «Ahead of the Light»             | 4:28         |
| 10. | «DAY 1» (Album version)          | 4:16         |
| 11. | «Free World»                     | 3:15         |